# Saint-Martin-de-Bernegoue
Pour les articles homonymes, voir Saint-Martin.
Saint-Martin-de-Bernegoue est une commune du Centre-Ouest de la France située dans le département des Deux-Sèvres en région Nouvelle-Aquitaine.

## Géographie
Le village de Bernegoue est constitué d’un espace de bâti ancien composé essentiellement de fermes et actuellement parsemé de construction récentes. Le bourg est constitué essentiellement de constructions anciennes. La commune de Saint-Martin-de-Bernegoue se particularise par son urbanisation linéaire le long de la route départementale 104.
La commune fait partie de la plaine Niort-Brioux qui s'étend du Marais poitevin au plateau mellois. La plaine est, à cet endroit, essentiellement composée de calcaires jurassiques (calcaires séquaniens).
Le territoire communal est principalement caractérisé au sud par un paysage d’openfield. Au nord, les coteaux qui descendent sur la "plaine" de Prahecq, sont en fait la seule ligne de force marquant le paysage. À cet endroit, se rencontre une trame bocagère d'une certaine ampleur en contraste avec l'openfield localement dominant.

### Climat
Pour des articles plus généraux, voir Climat de la Nouvelle-Aquitaine et Climat des Deux-Sèvres.
Historiquement, la commune est exposée à un climat océanique du nord-ouest.  
En 2020, Météo-France publie une typologie des climats de la France métropolitaine dans laquelle la commune est exposée à un climat océanique et est dans la région climatique  Poitou-Charentes, caractérisée par un bon ensoleillement, particulièrement en été et des vents modérés.
Pour la période 1971-2000, la température annuelle moyenne est de 12,1 °C, avec une amplitude thermique annuelle de 14,6 °C. Le cumul annuel moyen de précipitations est de 871 mm, avec 12,5 jours de précipitations en janvier et 7 jours en juillet. Pour la période 1991-2020, la température moyenne annuelle observée sur la station météorologique la plus proche, située sur la commune de Celles-sur-Belle à 11 km à vol d'oiseau, est de 12,7 °C et le cumul annuel moyen de précipitations est de 901,7 mm,. Pour l'avenir, les paramètres climatiques de la commune estimés pour 2050 selon différents scénarios d’émission de gaz à effet de serre sont consultables sur un site dédié publié par Météo-France en novembre 2022.

## Urbanisme

### Typologie
Au 1er janvier 2024, Saint-Martin-de-Bernegoue est catégorisée commune rurale à habitat dispersé, selon la nouvelle grille communale de densité à sept niveaux définie par l'Insee en 2022.
Elle est située hors unité urbaine. Par ailleurs la commune fait partie de l'aire d'attraction de Niort, dont elle est une commune de la couronne,. Cette aire, qui regroupe 91 communes, est catégorisée dans les aires de 50 000 à moins de 200 000 habitants,.

### Occupation des sols
L'occupation des sols de la commune, telle qu'elle ressort de la base de données européenne d’occupation biophysique des sols Corine Land Cover (CLC), est marquée par l'importance des territoires agricoles (95,9 % en 2018), en diminution par rapport à 1990 (98 %). La répartition détaillée en 2018 est la suivante : 
terres arables (86,8 %), zones agricoles hétérogènes (8,1 %), zones urbanisées (4,1 %), prairies (1 %). L'évolution de l’occupation des sols de la commune et de ses infrastructures peut être observée sur les différentes représentations cartographiques du territoire : la carte de Cassini (XVIIIe siècle), la carte d'état-major (1820-1866) et les cartes ou photos aériennes de l'IGN pour la période actuelle (1950 à aujourd'hui).

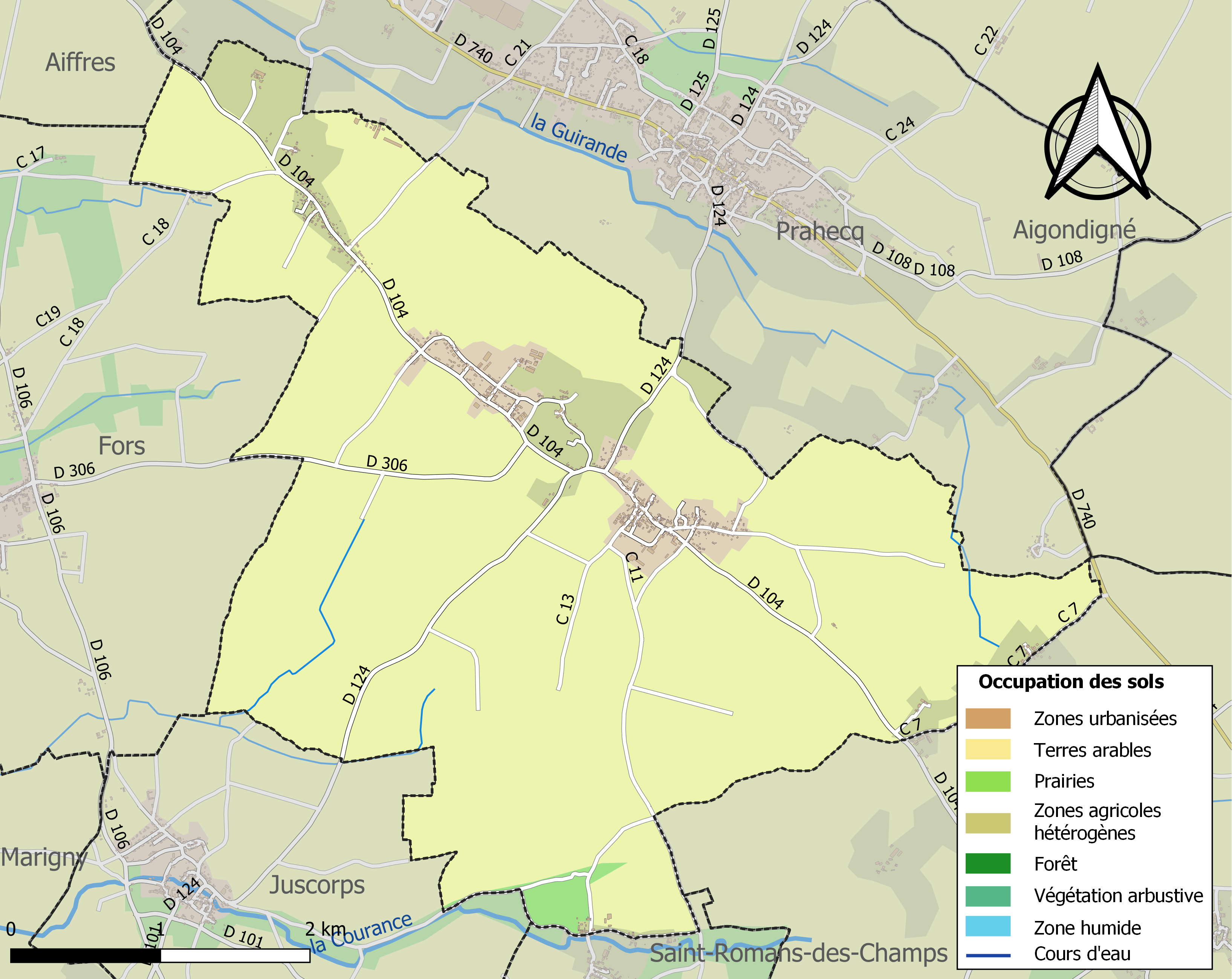
Carte des infrastructures et de l'occupation des sols de la commune en 2018 (CLC).

### Risques majeurs
Le territoire de la commune de Saint-Martin-de-Bernegoue est vulnérable à différents aléas naturels : météorologiques (tempête, orage, neige, grand froid, canicule ou sécheresse), mouvements de terrains et séisme (sismicité modérée). Un site publié par le BRGM permet d'évaluer simplement et rapidement les risques d'un bien localisé soit par son adresse soit par le numéro de sa parcelle.

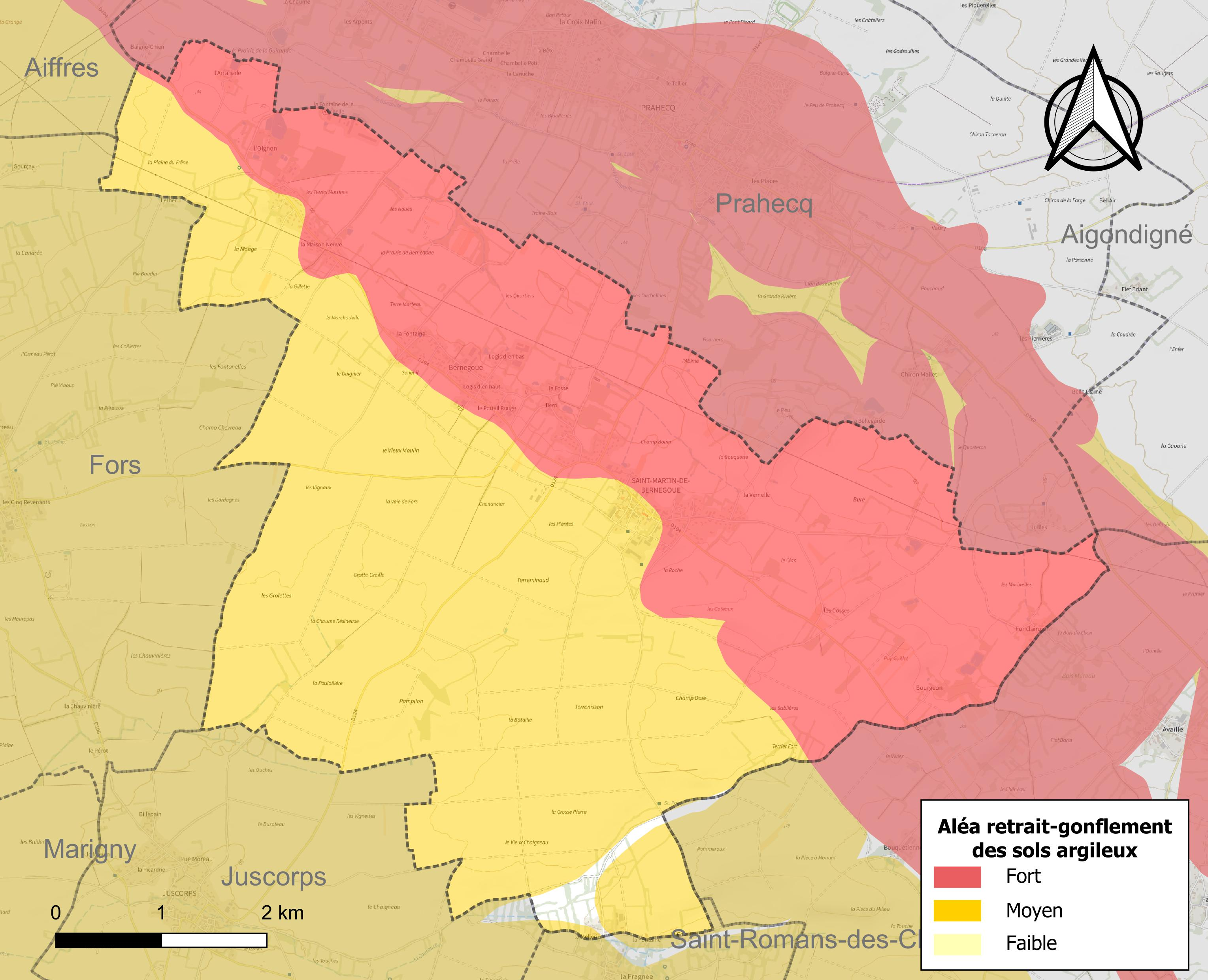
Carte des zones d'aléa retrait-gonflement des sols argileux de Saint-Martin-de-Bernegoue.

Les mouvements de terrains susceptibles de se produire sur la commune sont des tassements différentiels. Le retrait-gonflement des sols argileux est susceptible d'engendrer des dommages importants aux bâtiments en cas d’alternance de périodes de sécheresse et de pluie. 99,1 % de la superficie communale est en aléa moyen ou fort (54,9 % au niveau départemental et 48,5 % au niveau national). Depuis le 1er octobre 2020, en application de la loi ELAN, différentes contraintes s'imposent aux vendeurs, maîtres d'ouvrages ou constructeurs de biens situés dans une zone classée en aléa moyen ou fort,.
La commune a été reconnue en état de catastrophe naturelle au titre des dommages causés par les inondations et coulées de boue survenues en 1982, 1983, 1999 et 2010, par la sécheresse en 1989, 1991, 1996, 2003, 2005, 2011 et 2017 et par des mouvements de terrain en 1999 et 2010.

## Histoire
Les premières mentions de Bernegoue datent de 1244 dans les livres de comptes d’Alphonse de Poitiers sous la dénomination de Bernagoies ou Bernegoe. On la retrouve en 1280 orthographiée Bernagoy puis vers 1475 seigneurie de Bernagouhé. En 1555, elle se nomme Bernagoue, en 1648, Saint Martin de Bernegoue, en 1782 Sainte Marie Madeleine et enfin c'est en 1800 qu'elle prend le nom définitif de Saint-Martin-de-Bernegoue.
Le patronyme de Bernegoue est peut-être l'acronyme de "berge", d'origine gauloise, qui désigne le bord d'un chemin et "groie", une terre argileuse de médiocre qualité parsemée de fragments calcaires.
Quant au patronyme de saint Martin, il vient du légionnaire Martin qui naquit en Pannonie (Hongrie) vers 316. Il entra dans la légion à l'âge de15 ans et fut nommé officier à Amiens. C'est là, durant l'hiver 354, que Martin coupa son manteau avec son glaive pour en donner la moitié à un pauvre. La nuit suivante, il vit le Christ apparaître en songe. Il demanda alors le baptême. En 356 il se rend auprès de l’évêque Hilaire de Poitiers, et c'est en 371 qu'il devint évêque de la ville de Tours où il meurt en 397.
Saint-Martin-de-Bernegoue fut pendant tout le Moyen Âge rattachée au marquisat de Fors. C'est vers 1611 que Saint-Martin-de-Bernegoue devint une seigneurie à part entière. En 1791, la paroisse de Saint-Martin-de-Bernegoue fut rattaché au canton de Prahecq. D'abord fidèle au régime napoléonien, la commune de Saint-Martin-de-Bernegoue devint petit à petit hostile au régime, refusant d'y envoyer ses conscrits en 1812. Par la suite, la commune fut indifférente à la succession de régimes politiques en France avant de se rallier définitivement à la République.
Une première église paroissiale, placée sous le vocable de sainte Marie-Madeleine, fut construite au XIIe siècle à Bernegoue à côté du "chastel seigneurial" et du cimetière aux environs de l'actuel Logis d'en Bas. Elle fut entièrement détruite en 1568 lors des guerres de religion. Il ne reste plus aujourd'hui que le puits de l'ancien presbytère.
L'église actuelle est une ancienne chapelle datant du XIIe siècle. Elle devint l'église paroissiale au XVIe siècle, à nouveau placée sous le patronage de sainte Marie Madeleine. Elle possédait 3 cloches qui furent jetées dans la Sèvre à Niort en 1793[réf. nécessaire][précision nécessaire]. La cloche actuelle fut installée en 1844.

## Politique et administration

### Liste des maires
| Période   | Période  | Identité            | Étiquette | Qualité |
| --------- | -------- | ------------------- | --------- | ------- |
| mai 2020  | En cours | Frédéric Nourrigeon | SE        |         |
| mars 1994 | mai 2020 | Jean-Martial Fredon | SE        |         |

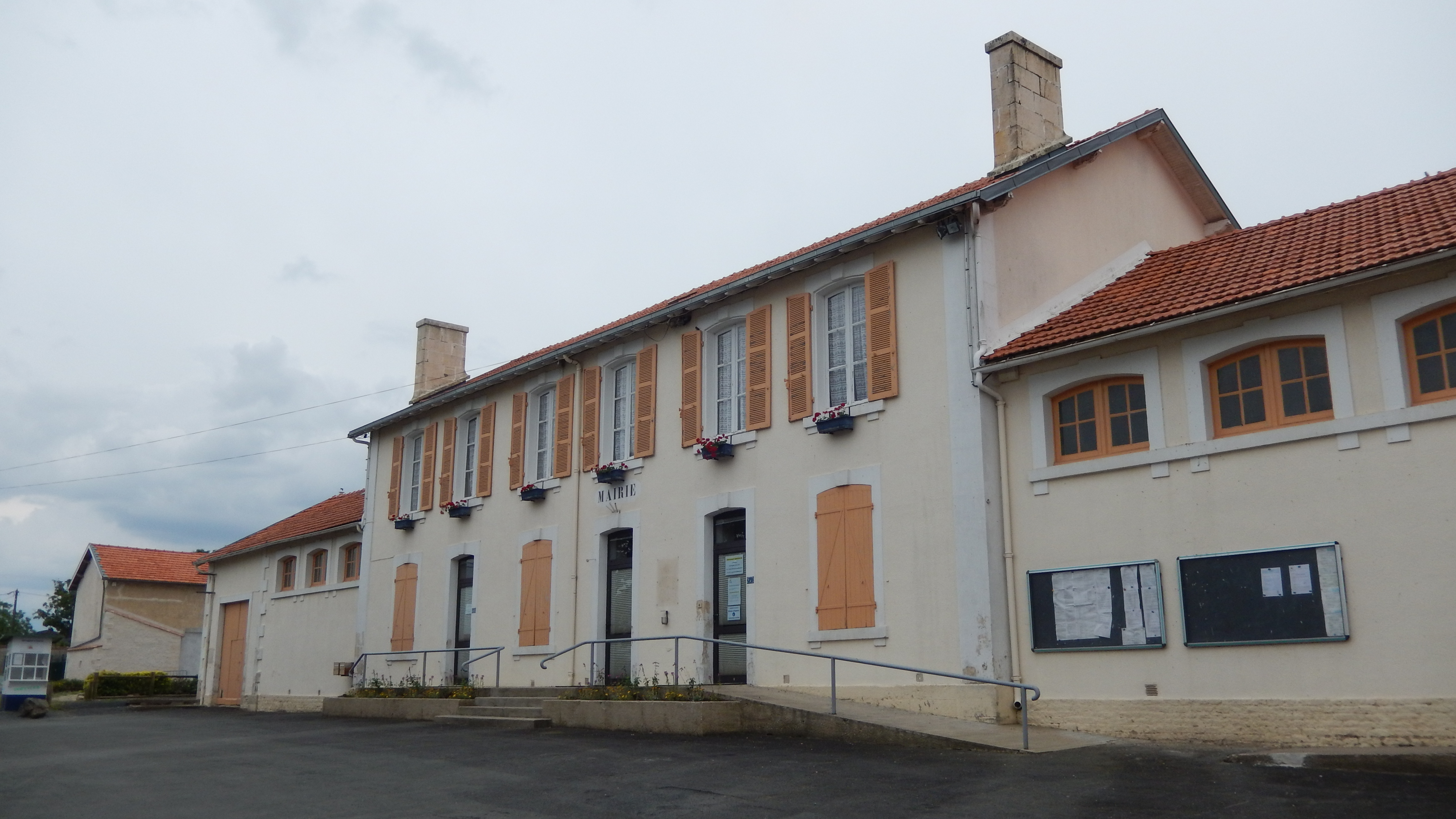
La mairie de Saint-Martin-de-Bernegoue.

La commune est membre de la communauté d'agglomération du Niortais.

## Démographie
L'évolution du nombre d'habitants est connue à travers les recensements de la population effectués dans la commune depuis 1793. Pour les communes de moins de 10 000 habitants, une enquête de recensement portant sur toute la population est réalisée tous les cinq ans, les populations de référence des années intermédiaires étant quant à elles estimées par interpolation ou extrapolation. Pour la commune, le premier recensement exhaustif entrant dans le cadre du nouveau dispositif a été réalisé en 2005.

En 2022, la commune comptait 814 habitants, en évolution de +4,36 % par rapport à 2016 (Deux-Sèvres : +0,18 %, France hors Mayotte : +2,11 %).
| 1793 | 1800 | 1806 | 1821 | 1831 | 1836 | 1841 | 1846 | 1851 |
| ---- | ---- | ---- | ---- | ---- | ---- | ---- | ---- | ---- |
| 522  | 390  | 451  | 488  | 493  | 498  | 484  | 514  | 482  |

| 1856 | 1861 | 1866 | 1872 | 1876 | 1881 | 1886 | 1891 | 1896 |
| ---- | ---- | ---- | ---- | ---- | ---- | ---- | ---- | ---- |
| 474  | 471  | 462  | 469  | 501  | 513  | 509  | 428  | 411  |

| 1901 | 1906 | 1911 | 1921 | 1926 | 1931 | 1936 | 1946 | 1954 |
| ---- | ---- | ---- | ---- | ---- | ---- | ---- | ---- | ---- |
| 388  | 400  | 426  | 412  | 414  | 412  | 428  | 396  | 393  |

| 1962 | 1968 | 1975 | 1982 | 1990 | 1999 | 2005 | 2006 | 2010 |
| ---- | ---- | ---- | ---- | ---- | ---- | ---- | ---- | ---- |
| 384  | 378  | 380  | 564  | 676  | 697  | 731  | 738  | 793  |

| 2015 | 2020 | 2022 | - | - | - | - | - | - |
| ---- | ---- | ---- | - | - | - | - | - | - |
| 779  | 802  | 814  | - | - | - | - | - | - |

## Culture locale et patrimoine

### Lieux et monuments

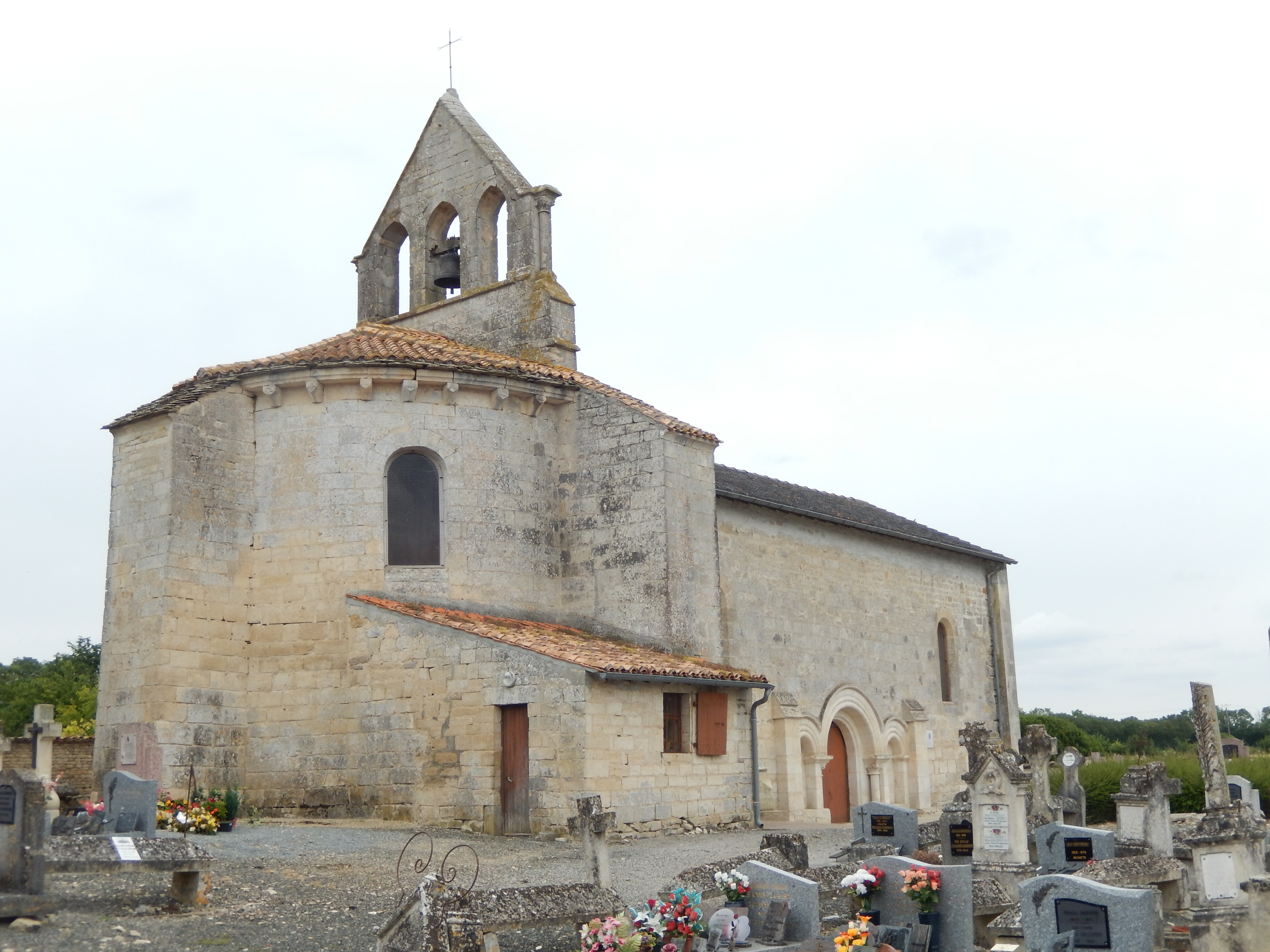
L'église Sainte-Marie-Madeleine.

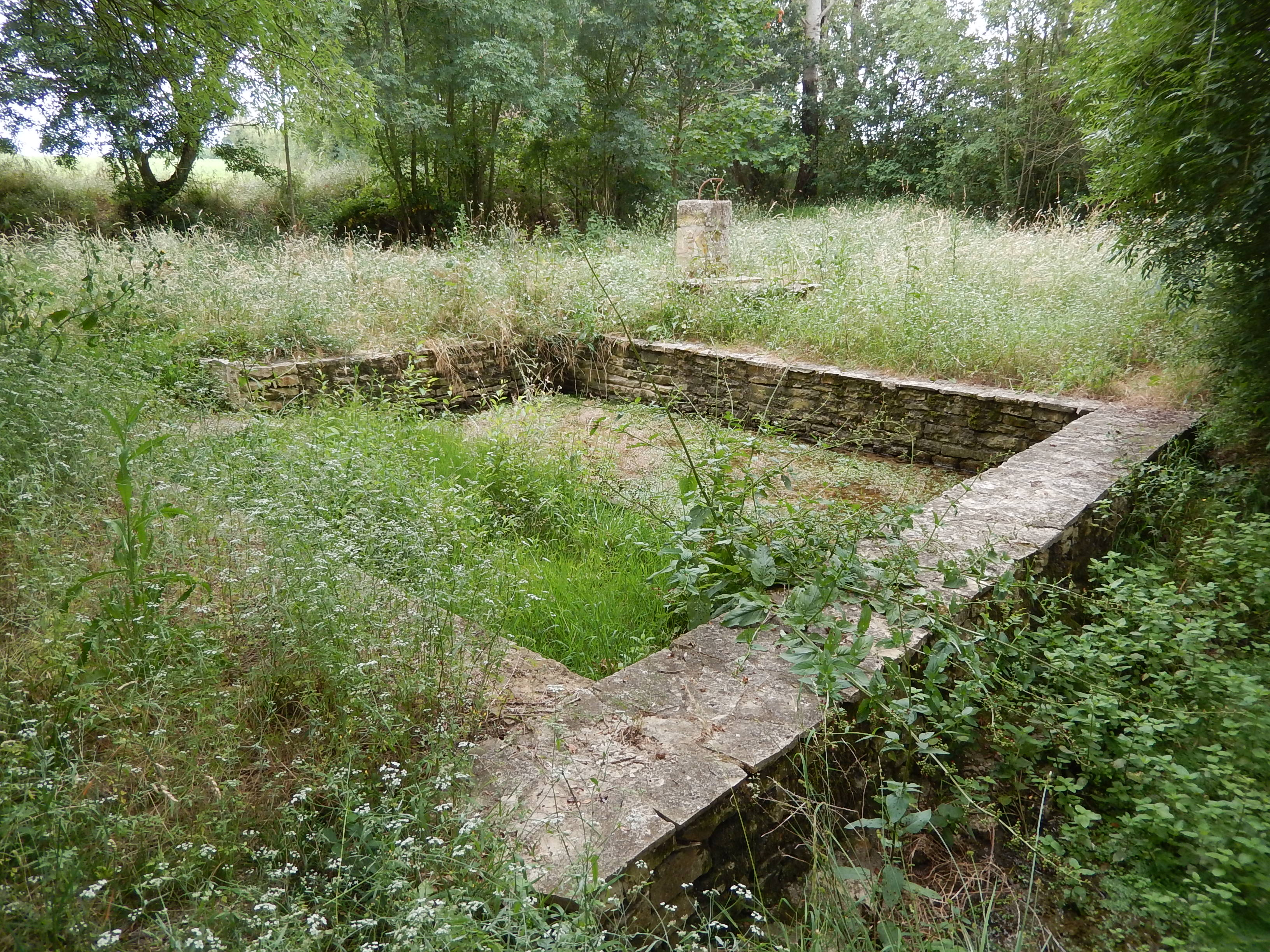
Le lavoir du Clan Saint-Martin.

- La petite église paroissiale Sainte-Marie-Madeleine et son clocher extérieur.
- La mairie, de type « Jules Ferry », avec ses deux salles de classe de part et d'autre du corps de bâtiment principal.
- Le monument à l'An 2000, réalisé par les enfants de la commune.
- Le chemin vert.
- Le Clan Saint-Martin, petite marre issue d'un lavoir alimenté par un puits.
- Le petit stade, avec une pelouse synthétique, situé à côté de la Figère.